# Cadaujac
Cadaujac ist eine französische Kleinstadt mit 6.784 Einwohnern (Stand 1. Januar 2022) im Département Gironde in der Region Nouvelle-Aquitaine. Die Gemeinde liegt im Einzugsgebiet der Stadt Bordeaux und gehört zum Kanton La Brède im Arrondissement Bordeaux. Cadaujac ist ein Weinbauort im Weinbaugebiet Graves.

## Geografie
Cadaujac liegt in Südwestfrankreich 10 Kilometer südöstlich von Bordeaux, und 8,3 Kilometer nördlich von La Brède, dem Hauptort des Kantons, auf einer mittleren Höhe von 20 Metern über dem Meeresspiegel. Die Mairie steht auf einer Höhe von 7 Metern. Nachbargemeinden von Cadaujac sind Villenave-d’Ornon im Nordwesten, Camblanes-et-Meynac im Nordosten, Quinsac im Osten und Léognan im Südwesten. Das Gemeindegebiet hat eine Fläche von 1533 Hektar. Die Ortschaft liegt an der Garonne und ihrem späteren Zufluss Eau Blanche. Im Tal der Garonne sind feuchte Wiesen durch Bocage eingezäunt. Sie sind seit 2006 als Schutzgebiet im Natura-2000-Netzwerk registriert.
Die Gemeinde ist einer Klimazone des Typs Cfb (nach Köppen und Geiger) zugeordnet: Warmgemäßigtes Regenklima (C), vollfeucht (f), wärmster Monat unter 22 °C, mindestens vier Monate über 10 °C (b). Es herrscht Seeklima mit gemäßigtem Sommer.

## Bevölkerungsentwicklung
| Jahr                      | 1962 | 1968 | 1975 | 1982 | 1990 | 1999 | 2006 | 2013 |
| Einwohner                 | 1863 | 2152 | 2537 | 2823 | 4137 | 4408 | 4688 | 5759 |
| Quelle: Cassini und INSEE |      |      |      |      |      |      |      |      |

## Verkehr
Cadaujac liegt an der Bahnstrecke Bordeaux–Sète und wird im Regionalverkehr mit TER-Zügen nach Bordeaux-St. Jean und Langon bedient.

## Kultur und Sehenswürdigkeiten
Cadaujac ist mit einer Blume im Conseil national des villes et villages fleuris (Nationalrat der beblümten Städte und Dörfer) vertreten. Die „Blumen“ werden im Zuge eines regionalen Wettbewerbs verliehen, wobei maximal drei Blumen erreicht werden können. Sie werden danach auf dem Ortseingangsschild abgebildet.

### Lokale Produkte
Auf dem Gemeindegebiet gelten kontrollierte Herkunftsbezeichnungen (AOC) für die Weine Pessac-Léognan, Crémant de Bordeaux, Bordeaux und Bordeaux Supérieur, Graves und Graves supérieures sowie geschützte geographische Angaben (IGP) für Rindfleisch (Bœuf de Bazas), Lammfleisch (Agneau de Pauillac) Geflügel (Volailles des Landes), Hausenten für Foie gras (Canard à foie gras du Sud-Ouest), Schinken (Jambon de Bayonne) und Gemüsespargel (Asperges des sables des Landes). Das Rindfleisch aus Bazas stammt von Rindern der Rasse Bazadaise.

### Gebäude

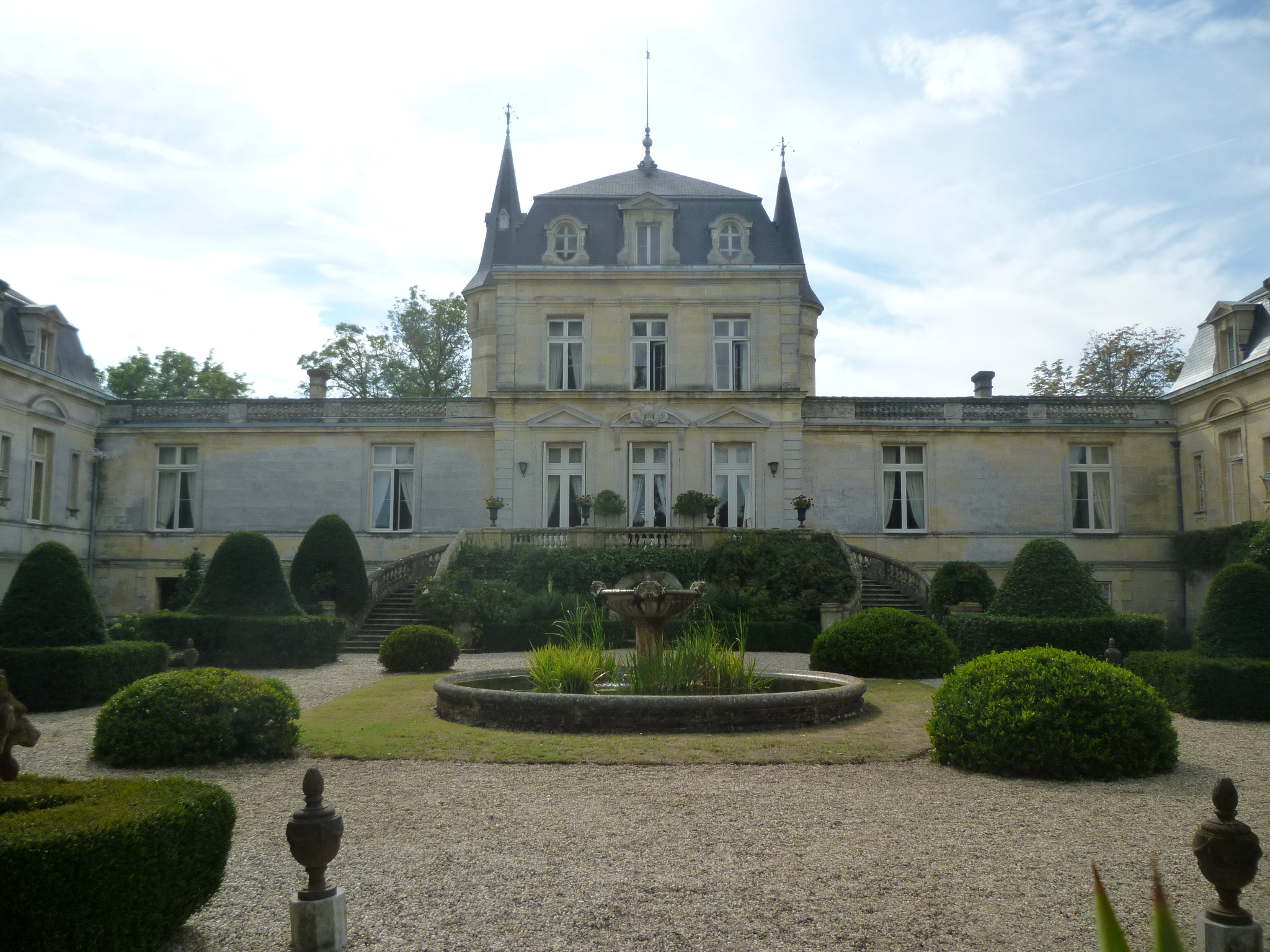
Schloss Malleret

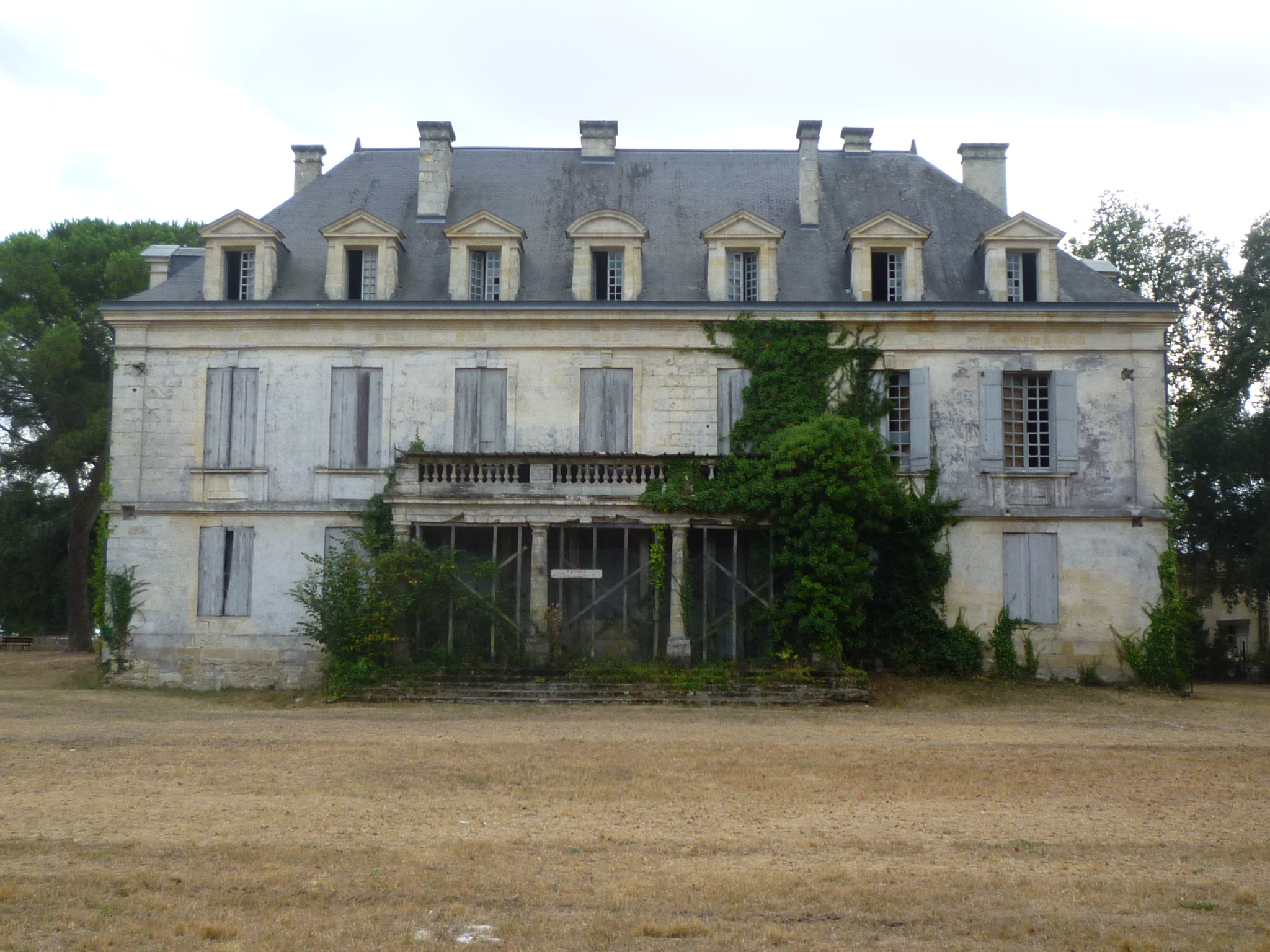
Schloss Saige

Drei Gebäude in Cadaujac sind in das Zusatzverzeichnis der denkmalgeschützten Bauwerke eingetragen.
Das Schloss Malleret wurde von 1860 bis 1869 auf den Fundamenten eines älteren Gebäudes errichtet. Eingangsportal, Fassaden und Dach des Hauptgebäudes und des Wächterhauses sowie der Garten wurden 1989 denkmalgeschützt.
Das Herrenhaus Maison Droit wurde im 18. Jahrhundert gebaut. Der Eingang lag ursprünglich am Fluss. Fassaden und Dächer des Hauptgebäudes und der Nebengebäude wurden 1988 denkmalgeschützt. Das Herrenhaus befindet sich im Privatbesitz.
Das Schloss Saige wurde nach seinem Erbauer François-Armand de Saige benannt, einem Abgeordneten des Parlements in Bordeaux. Es gehört heute der Stadt Cadaujac. Die Fassaden und das Dach wurden 1983 denkmalgeschützt. Das Innere des Gebäudes wurde total verändert, aber im ersten Stock gibt es noch eine Tür, mit den originalen Verzierungen.